# Син Лессі
«Син Лессі» (також відомий як «Ладді, син Лессі» ) — американський художній фільм 1945 року Technicolor, знятий компанією MGM на основі персонажів, створених Еріком Найтом, в головних ролях Пітер Лоуфорд, Дональд Крісп, Джун Локхарт і Пел (в титрах як Лессі). Продовження фільму « Лессі повертається додому », фільм розповідає про теперішнього дорослого Джо Керракла, який приєднався до Королівських ВПС під час Другої світової війни та був збитий над окупованою нацистами Норвегією разом із безбілетним пасажиром, сином Лессі «Ладді», якого грає Пел. 20 квітня 1945 року відбувся реліз фільм «Син Лессі » кінотеатром Loew's .

## Сюжет
У Йоркширі, в маєтку герцога Радлінга (Найджела Брюса), британська армія перетворила територію на тренувальний табір для бойових собак. Табір знаходиться під наглядом Сема Керракла ( Дональд Крісп), доглядача розплідника, який негайно починає процес відбору найкращих собак для дресирування, включаючи Ледді, молоде цуценя чемпіона коллі Лессі. Джо Керракло (Пітер Лоуфорд), нині дорослий, приєднується до Королівських ВПС (RAF) під час Другої світової війни. Відправляючись у школу дресирування, він змушений залишити свою собаку Лессі та її цуценя Ледді.
Ледді, якого вважають «військовим псом», слідує за Джо до школи, а потім сховався на бомбардувальнику свого господаря, який вирушив на небезпечну місію над окупованою нацистами Норвегією. Двоє змушені стрибати з парашутом, коли у них влучає ворожий вогонь. Тоді Ледді шукає допомоги для свого пораненого господаря. Поки їх розлучають, Джо схоплюють, а собаку переслідують ворожі солдати. Ледді знайшли притулок спочатку у маленьких норвезьких дітей, які знайшли його, а згодом у борця за свободу, якого вбили. Ледді нарешті досягає табору для військовополонених, куди потрапив його господар.
Німецькі охоронці використовують Ледді, щоб знайти його господаря, який втік. У пошуках Джо, який змушений служити на прибережній стрілецькій точці, Ледді возз’єднується зі своїм господарем, і після цього двоє борються за життя, щоб досягти дружніх кордонів, поки їх переслідують нацисти. Нарешті звільнившись, Джо та Ледді повертаються до маєтку Рудлінгів, щоб возз’єднатися з Лессі, Семом Керракло, батьком Джо та Прісциллою (Джун Локхарт), онукою герцога Рудлінга.

## Виробництво
У фільмі, створеному під робочою назвою «Ладді, син Лессі», Ельза Ланчестер спочатку грала роль дорослої Прісцилли. Незабаром після початку зйомок Джун Локхарт взяла на себе цю роль. Це був перший фільм, знятий методом Technicolor Monobook. 
Основні зйомки проходили з 22 травня до середини листопада 1944 року в різних місцях по всій західній Канаді, включаючи острів Ванкувер і Крістофер-Пойнт у Британській Колумбії та Національний парк Банф в Альберті.  Інші місця включали Джексон Хоул, Вайомінг і Лос-Анджелес у Сполучених Штатах. 
Аеродромні сцени воєнного часу були зняті на авіабазі Патрісія-Бей, яка нині є міжнародним аеропортом Вікторії.  Серед використовуваних літаків були винищувачі Curtiss P-40 Warhawk, бомбардувальники Bristol Bolingbroke і Lockheed Ventura Королівських ВПС Канади. 
Як повідомляє The Hollywood Reporter, у жовтні 1947 року Джон Чарльз Рід подав до суду на MGM за плагіат, стверджуючи, що сценарій фільму засновано на його оповіданні 1943 року «Candy». Журі не погодилося, і позов було відхилено. 
Як повідомляється, син Лессі популяризував ім'я "Лад" для собак.  Пал, оригінальний самець коллі, який грав Лессі у фільмі « Лессі повертається додому » (1943), грав Ледді. 20-річна Джун Локхарт, чия екранна кар’єра складалася з окремих частин, мала більш значущий зв’язок із культовою історією Лессі, коли в 1958 році вона взяла на себе роль Рут Мартін, яка усиновила сироту Тіммі (Джон Провост) у серіалі «Лессі». 

## Музика
У 2010 році Film Score Monthly опублікував повну музику семи повнометражних фільмів про Лессі, випущених MGM між 1943 і 1955 роками, а також музику Елмера Бернстайна для It's a Dog's Life (1955) у колекції компакт-дисків « Lassie Come Home: The Canine Cinema». Колекція обмежена 1000 примірниками. Через епоху, коли були записані ці партитури, майже половина музичних майстрів було втрачено, тому партитуру довелося реконструювати та відновлювати з найкращих доступних джерел, головним чином музичних доріжок і ефектів, а також монофонічних ¼″ стрічок. 
Музику до «Сина Лессі» написав Герберт Стотхарт . Багато норвезьких сцен використовують теми норвезького композитора Едварда Ґріга, зокрема Фортепіанний концерт і сюїту Пер Гюнт .
Трек-лист Son of Lassie (Диск 2)
1. Головна назва/Ладді (початок)* - 2:14
2. Пустотливе цуценя/Мій перший торт - 3:42
3. Say It/Rudling Kennels - 3:24
4. Тренування (Стотарт – Кастельнуово-Тедеско ) - 2:41
5. Ось де його серце / Опускання кольорів - 2:20
6. Бультер'єр/Порушення правил - 3:13
7. Laddie at Airfield & Waiting Dog (Stothart–Castelnuovo-Tedesco) - 3:21
8. Літаки рулять/Літак прострочений - 4:52
9. Приземлення з парашутом (Стотарт–Кастельнуово-Тедеско) – 4:20
10. Underground (Stothart–Castelnuovo-Tedesco)/Disconsolate Laddie (пошкоджено) (Stothart–Castelnuovo-Tedesco) - 4:14
11. Окуповане село/замкнене сховище - 3:40
12. Поранений пес* (Кастельнуово-Тедеско)/походження вікінгів - 5:49
13. Має бути Різдво - 0:54
14. Несамовитий пес (Кастельнуово-Тедеско) - 4:43
15. Ведення сліпих (Стотарт–Кастельнуово-Тедеско) - 1:15
16. Реприза (Стотарт–Кастельнуово-Тедеско) - 1:14
17. Паспорт - 2:13
18. It's Laddie (Stothart–Castelnuovo-Tedesco) - 0:40
19. У пошуках свого господаря (Стотарт–Кастельнуово-Тедеско) - 1:41
20. Clown Sergeant/The Escape (Stothart–Castelnuovo-Tedesco)/Through the Rapids (Castelnuovo-Tedesco) - 8:34
21. Назад до Йоркширських маврів - 0:38
22. Фінальний епізод - 2:04
23. Заокеанський титул - 0:15

Містить звукові ефекти
Загальний час: 68:48

## Реліз
«Син Лессі » вийшов на екрани 20 квітня 1945 року. Домашнє відео VHS було випущено 1 вересня 1998 року. 24 серпня 2004 року Warner Home Video вперше випустила його на DVD у регіоні 1 . Він був перевипущений 7 листопада 2006 року у складі трьох фільмів і двох дисків разом із фільмами «Лессі повертається додому» та «Мужність Лессі».

## Критика
Бослі Кроутер у The New York Times від 11 червня 1945 року вважав, що продовження «Лессі повертається додому» не може «бути гідним спадкоємцем чемпіона». 
Variety охарактеризував головних акторів як «чудових», але у фільмі були «чіпкі настрої та яскраві пригоди, які несуть достатній інтерес, щоб рухатися далі». 

## Зовнішні посилання
- Son of Lassie на сайті Rotten Tomatoes (англ.)
- Син Лессі на сайті IMDb (англ.)
- Син Лессі на TCM Movie Database (англ.)
- Син Лессі на сайті AllMovie (англ.)
- Son of Lassie at the American Film Institute Catalog

Шаблон:S. Sylvan Simon